# Altinote aethilla
Altinote aethilla är en fjärilsart som beskrevs av Carl Heinrich Hopffer 1874. Altinote aethilla ingår i släktet Altinote och familjen praktfjärilar. Inga underarter finns listade i Catalogue of Life.